# San Jorge
San Jorge (hiszp. wym. [san ˈxor.xe]), Sant Jordi (kat. wym. [saɲ ˈdʒɔɾ.ði]) – gmina w Hiszpanii, w prowincji Castellón/Castelló, we wspólnocie autonomicznej Walencja, o powierzchni 36,49 km². W 2018 roku liczyła 935 mieszkańców.